# Ngamalacinus timmulvaneyi
Ngamalacinus timmulvaneyi — вид вимерлих сумчастих ссавців родини Тилацинових (Thylacinidae), що жив у ранньому міоцені. 
«Ngamala» на мові аборигенів Ван'ї — «вимерлий», грец. kynos — «пес». Вид названо «timmulvaneyi» на честь Тіма Малвані, давнього прихильника досліджень у Ріверслі. Викопні рештки знайдені в Ріверслі, північно-західний Квінсленд. Визначена Стівеном Ро вага цієї тварини — 5742.8 гр (похибка 13%). Це був невеликий розмірів собаки хижак, що переслідував відповідні до його розміру жертви в тропічному лісі Квінсленду раннього міоцену.